# طاهر جاووت
طاهر جاووت (به فرانسوی: Tahar Djaout) نویسنده، شاعر و روزنامه‌نگار قرن بیستم میلادی اهل الجزایر بود. او در سال ۱۹۹۳ به قتل رسید و یکی از اولین روشنفکران قربانی تروریسم در الجزایر به‌شمار می‌رود.
نمونه شعر او:
"سکوت مرگ است
و تو اگر سکوت کنی، می‌میری
و اگر حرف بزنی، می‌میری
پس، بگو و بمیر"